# 吉川村 (福井県)
吉川村（よしかわむら）は福井県丹生郡にあった村。現在の鯖江市の西部中央、日野川左岸にあたる。

## 地理
- 河川：日野川

## 歴史
- 1889年（明治22年）4月1日 - 町村制の施行により、丹生郡下川去村、西大井村、田村、持明寺村、冬島村、二丁掛村、吉田村、大倉村、小泉村、平井村及び熊田村[1]の区域をもって、丹生郡吉川村が発足する。
- 1955年（昭和30年）1月15日 - 今立郡鯖江町、神明町、片上村、中河村、丹生郡立待村、吉川村及び豊村が合併して、鯖江市が発足する。

## 交通

### 鉄道路線
- 福井鉄道
  - 鯖浦線
    - 越前平井駅 - 川去駅

## 著名な出身者
- 進士五十八（造園学者、農学者、福井県立大学学長）幼少期から小学校高学年まで吉川村（現在の鯖江市）で育った。